# Đường tỉnh 721
Đường tỉnh 721 hay tỉnh lộ 721, viết tắt ĐT721 hay TL721, là tuyến đường liên huyện quan trọng của tỉnh Lâm Đồng. Đây là tuyến đường huyết mạch nối liền ba huyện phía nam là: Đạ Huoai, Đạ Tẻh, Cát Tiên, tỉnh Lâm Đồng.

## Tuyến đường
Đường tỉnh 721 bắt đầu từ Ngã ba Madaguoi trên quốc lộ 20 tại thị trấn Ma Đa Guôi huyện Đạ Huoai 11°23′10″B 107°32′01″Đ / 11,386085°B 107,533501°Đ
Điểm cuối ĐT721 là cầu Vĩnh Ninh (Cát Tiên) bên bờ sông Đồng Nai 11°34′09″B 107°18′33″Đ / 11,569039°B 107,30926°Đ
Tuyến đường này đã được nối dài qua Bình Phước để giao với Đường tỉnh 755B nên có thể nói đây là đường nối giữa quốc lộ 20 và đường tỉnh 755B.
Toàn tuyến đường dài khoảng 62 Km, đoạn trên địa phận Lâm Đồng, nhất là đoạn thị trấn Ma Đa Guôi - thị trấn Đạ Tẻh (khoảng 20 Km) đường mới được nâng cấp nên rộng, rất dễ đi có thể di chuyển thoải mái ở vận tốc 60 Km/h, đoạn thị trấn Đạ Tẻh - Cát Tiên (khoảng 20 Km) đang trong quá trình nâng cấp nên di chuyển khó khăn hơn. Riêng đoạn Cát Tiên - Đường tỉnh 755B đã xuống cấp chưa được sửa chữa nên di chuyển khó khăn. Đặc biệt Cầu Vĩnh Ninh qua sông Đồng Nai đã được xây dựng từ lâu nên hiện tại không đáp ứng được nhu cầu vận chuyển hàng hóa của vùng (trọng tải chỉ có 8 tấn).
Tuyến ĐT721 là tuyến đường miền núi tuy không có đèo nhưng cũng phải qua một số dốc quanh co, nguy hiểm vì khu vực này là đoạn chuyển tiếp từ cao nguyên xuống vùng đông nam bộ nên có nhiều mạch núi, sông suối chạy theo hướng Bắc - Nam tuy nhiên đều kết thúc tại bờ sông Đồng Nai như dốc Ma-thiên-lãnh (đại phận Đạ Huoai - Đạ Tẻh), dốc Mạ Ơi (Đạ Tẻh, dốc Khỉ (Đạ Tẻh - Cát Tiên, dốc Đá Mài (Cát Tiên)... Trên tuyến đường này cũng có một số cây cầu lớn bắc qua các con sông như Cầu Đạ Quay (bắc qua sông Đạ Quay, Đạ Huoai), Cầu Đạ Tẻh (bắc qua sông Đạ Tẻh, Đạ tẻh), cầu Vĩnh Ninh (bắc qua sông Đồng Nai, Cát Tiên và nhiều cầu nhỏ khác.
Vì là tuyến đường huyết mạch, cũng là tuyến đường độc đạo từ quốc lộ 20 vào 3 huyện Đạ Huoai, Đạ Tẻh, Cát Tiên nên trên tuyến đường này có một hệ thống các đường giao liên xã, đường nông thôn giao cắt theo hình xương cá trong đó quan trọng nhất là giao với đường tỉnh 725 tại thị trấn Đạ Tẻh.
Đây cũng là tuyến đường chạy gần như song song với sông Đồng Nai nên vào mùa mưa lũ, thường có một số đoạn bị ngập sâu do nước sông Đồng Nai hoặc các chi lưu dâng cao gây ách tắc giao thông.